# Kongsvinger
Kongsvinger est une commune norvégienne située dans le comté d'Innlandet, dont le centre administratif est Kongsvinger.

## Géographie
La commune s'étend sur 1 036 km2 dans le sud-est du comté et est traversée par le Glomma. Son centre est situé à 94 km à l'est d'Oslo.